# 臺灣TG蝶園

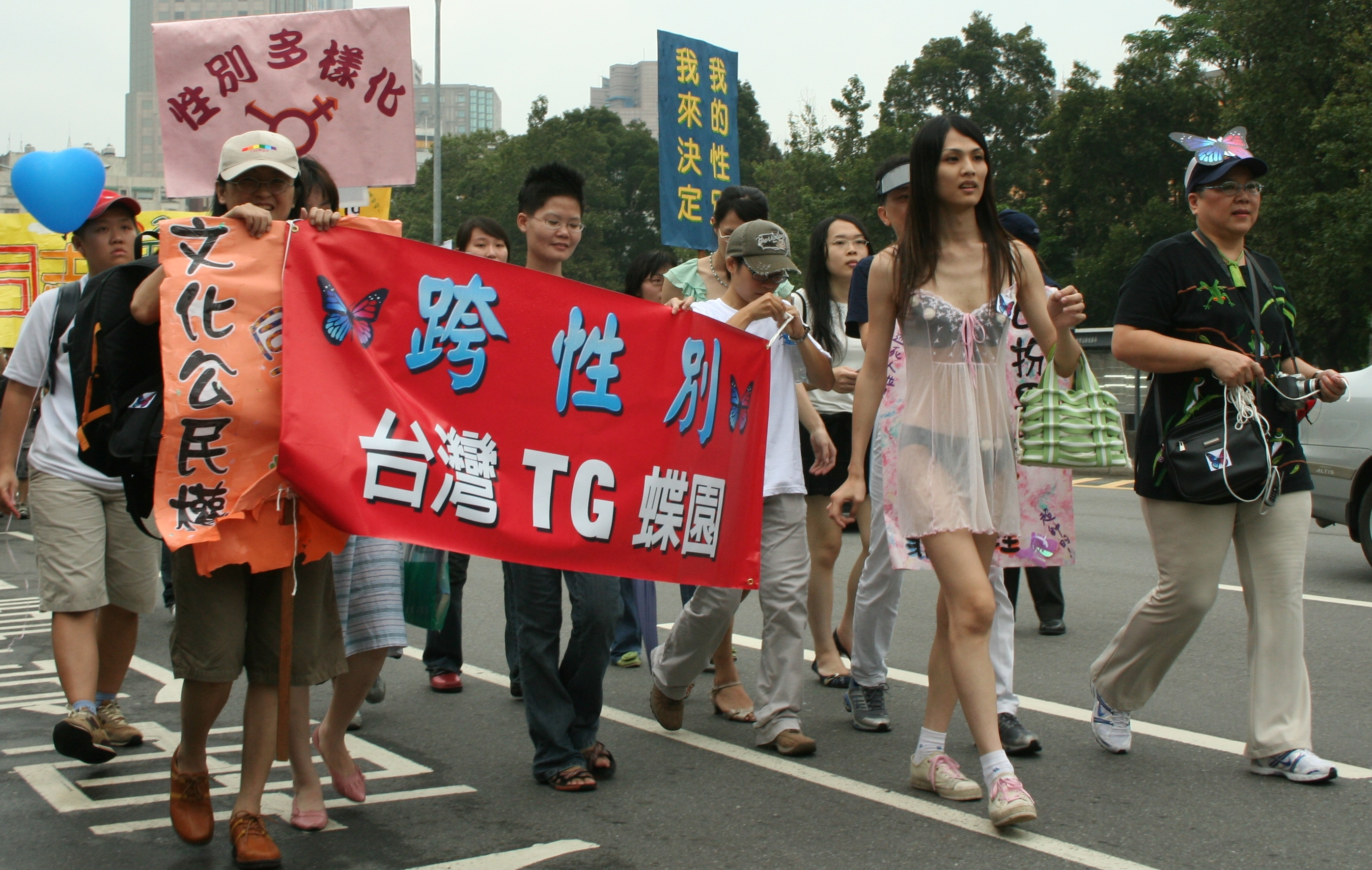
台灣TG蝶園參加2006同志大遊行。

台灣TG蝶園，是台灣第一個跨性別民間組織，於2000年在桃園縣中壢市（今桃園市中壢區）成立。從一開始的十餘人聚會，已發展成為通訊簿擁有一百三十餘人的組織，定期聚會每兩個月一次。
從批判警方惡意臨檢，到譴責媒體侵犯隱私，抗議教育部國語辭典使用歧視性語言，維護相關跨性別身分、兵役、醫療、工作、教育等權益，蝶園已逐漸在社運行列中邁出穩健的步伐。
從2004年開始，蝶園固定有隊伍參與台灣同志大遊行，提出相關跨性別的各項訴求。
從2008年8月開始，開設跨性別諮詢服務專線，主要提供有性別困擾的民眾諮詢。此外，也包含學校老師、醫療人員、家長以及跨性別伴侶的諮詢服務。
2017年蝶園冬眠，皓日專線跨性別諮詢專線則維持。

## 外部連結
- 皓日專線（跨性別諮詢專線）的Facebook專頁